# Muralismo

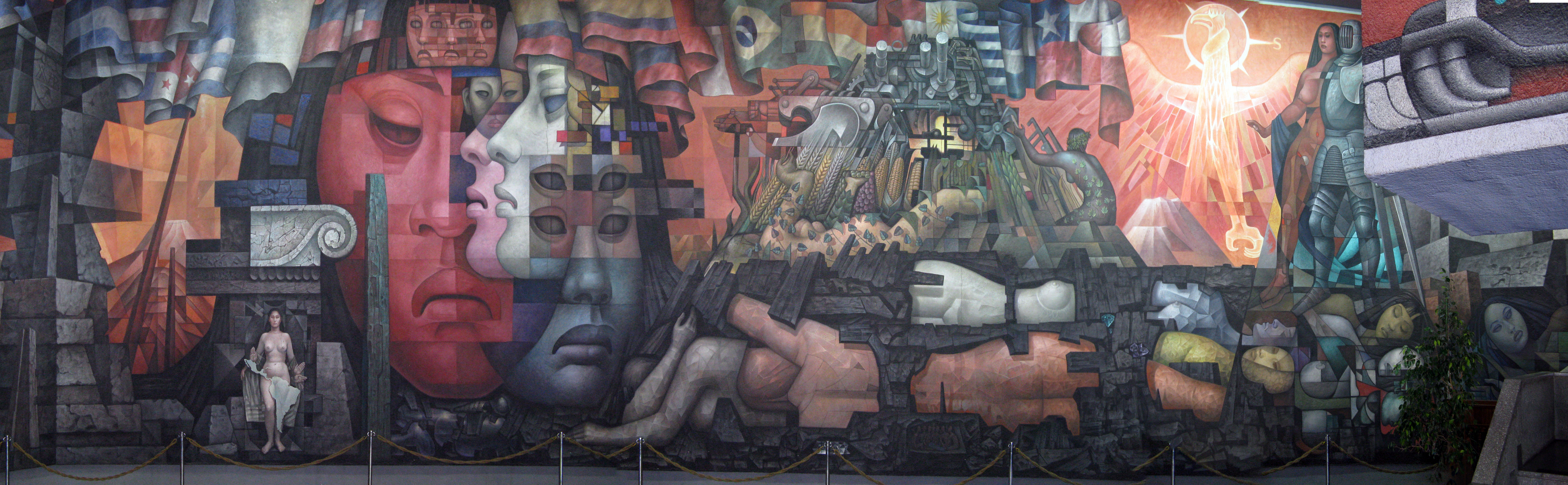
Presencia de América Latina (1964-'65), Jorge González Camarena, Extensión y Pinacoteca UdeC, Concepción (Cile).

Il muralismo è un movimento pittorico nato in Messico dopo la rivoluzione messicana del 1910.

## I precedenti
Se per muralismo si intende il movimento pittorico che nasce dai grandi murales messicani, in un senso più lato vanno fatti i riferimenti sia alle manifestazioni artistiche che lo hanno precedute sia sotto altri cieli, sia nel luogo specifico.
Nell'Europa medievale l'uso dei grandi affreschi come messaggio facilmente comprensibile dalla popolazione indotta era normale. Le cattedrali erano essenzialmente delle Biblia pauperum dove i grandi cicli pittorici rivestivano una specifica funzione didascalica. Se la regola era che i dipinti erano all'interno degli edifici, per motivi essenzialmente di conservabilità, non erano infrequenti i casi di case dipinte, protrattosi nel tempo come l'esempio mantovano attribuito addirittura alla mano di Mantegna. È strettamente collegato al graffitismo.

## La nascita in Messico
Con questa tecnica pittorica, artisti come Diego Rivera, José Clemente Orozco, David Alfaro Siqueiros e Silvio Benedetto, tralasciano le tecniche tradizionali e gli utensili come il cavalletto, come altre opere di stampo intellettuale: preferiscono utilizzare vernici per automobili, colorando il cemento con la pistola ad aria. Altri utilizzano anche mosaici di lastre percolate.
Il movimento muralista produce opere monumentali destinate al popolo, dove vengono dipinte lotte sociali, aspetti della storia messicana e sentimenti nazionalisti. La pittura murale si sviluppò e si perfezionò anche nell'edilizia pubblica e nell'architettura governativa.
In Messico non si è mai smesso di realizzare murales e questa tecnica è stata dichiarata arte ufficiale della rivoluzione, a prova del successo e della forza del movimento.

## La diffusione nel resto del mondo
Nel 1930 circa, il muralismo divenne un movimento internazionale, si diffuse oltre che in Messico, in Argentina, Perù, Brasile e Stati Uniti.
In Italia va ricordato il vasto patrimonio di murales del paese di Orgosolo (Sardegna), (realizzati in gran parte da Francesco Del Casino) e quelli nel "paese museo" di San Sperate. Nel 1968 furono realizzate centinaia di murales dall'artista Pinuccio Sciola, anche noto come lo scultore delle pietre sonore.
In Basilicata si trovano i murales di Satriano considerata la "capitale" dei murales del mezzogiorno, eredità culturale lasciata dall'artista Lucano del XVII secolo Giovanni De Gregorio detto il "Pietrafesa".
Un altro importante centro dell'arte murale in Italia è Diamante, in Calabria, dove si trova uno dei più vasti patrimoni di murales del paese. Il borgo, affacciato sulla Riviera dei Cedri, ospita oltre 400 murales realizzati a partire dal 1981. L'iniziativa ha coinvolto artisti italiani e internazionali che, nel corso degli anni, hanno contribuito a rendere il centro storico un punto di riferimento per l'arte urbana. Ogni anno il borgo continua ad arricchirsi di nuove opere, rendendolo una delle principali mete del turismo culturale legato alla street art in Italia.
Il parco della Divina Commedia o Valle delle Pietre Dipinte a Campobello di Licata in provincia di Agrigento è un grande parco letterario in cui sono presenti 110 monoliti di travertino su cui sono state dipinte con la tecnica dei murales varie scene della Divina Commedia. I monoliti sono stati tutti dipinti dall'artista Silvio Benedetto.

## Murales ceramici
Nella cittadina siciliana di Santo Stefano di Camastra, nota per la produzione di ceramiche artistiche sin dai primi decenni del XIX secolo, si sono realizzati murales usando come supporto delle piastrelle ceramizzate e dipinte con ossidi metallici. Queste, cotte ad una temperatura di circa 950°C, risultano indelebili e resistenti agli agenti atmosferici per lunghissimo tempo.